# Lijst van adders
Onderstaand een lijst van alle soorten adders (Viperidae). Er zijn 366 verschillende soorten die zijn verdeeld in drie onderfamilies en 36 geslachten. Zeven geslachten zijn monotypisch en worden vertegenwoordigd door één soort. De lijst is gebaseerd op de Reptile Database.
- Agkistrodon bilineatus
- Agkistrodon conanti
- Agkistrodon contortrix
- Agkistrodon howardgloydi
- Agkistrodon laticinctus
- Agkistrodon piscivorus
- Agkistrodon russeolus
- Agkistrodon taylori
- Atheris acuminata
- Atheris anisolepis
- Atheris barbouri
- Atheris broadleyi
- Atheris ceratophora
- Atheris chlorechis
- Atheris desaixi
- Atheris hetfieldi
- Atheris hirsuta
- Atheris hispida
- Atheris katangensis
- Atheris mabuensis
- Atheris matildae
- Atheris mongoensis
- Atheris nitschei
- Atheris rungweensis
- Atheris squamigera
- Atheris subocularis
- Atropoides picadoi
- Azemiops feae
- Azemiops kharini
- Bitis albanica
- Bitis arietans
- Bitis armata
- Bitis atropos
- Bitis caudalis
- Bitis cornuta
- Bitis gabonica
- Bitis harenna
- Bitis heraldica
- Bitis inornata
- Bitis nasicornis
- Bitis parviocula
- Bitis peringueyi
- Bitis rhinoceros
- Bitis rubida
- Bitis schneideri
- Bitis worthingtoni
- Bitis xeropaga
- Bothriechis aurifer
- Bothriechis bicolor
- Bothriechis guifarroi
- Bothriechis lateralis
- Bothriechis marchi
- Bothriechis nigroviridis
- Bothriechis nubestris
- Bothriechis rowleyi
- Bothriechis schlegelii
- Bothriechis supraciliaris
- Bothriechis thalassinus
- Bothrocophias andianus
- Bothrocophias campbelli
- Bothrocophias colombianus
- Bothrocophias hyoprora
- Bothrocophias lojanus
- Bothrocophias microphthalmus
- Bothrocophias myersi
- Bothrops alcatraz
- Bothrops alternatus
- Bothrops ammodytoides
- Bothrops asper
- Bothrops atrox
- Bothrops ayerbei
- Bothrops barnetti
- Bothrops bilineatus
- Bothrops brazili
- Bothrops caribbaeus
- Bothrops chloromelas
- Bothrops cotiara
- Bothrops diporus
- Bothrops erythromelas
- Bothrops fonsecai
- Bothrops insularis
- Bothrops itapetiningae
- Bothrops jararaca
- Bothrops jararacussu
- Bothrops jonathani
- Bothrops lanceolatus
- Bothrops leucurus
- Bothrops lutzi
- Bothrops marajoensis
- Bothrops marmoratus
- Bothrops mattogrossensis
- Bothrops medusa
- Bothrops monsignifer
- Bothrops moojeni
- Bothrops muriciensis
- Bothrops neuwiedi
- Bothrops oligobalius
- Bothrops oligolepis
- Bothrops osbornei
- Bothrops otavioi
- Bothrops pauloensis
- Bothrops pictus
- Bothrops pirajai
- Bothrops pubescens
- Bothrops pulcher
- Bothrops punctatus
- Bothrops sanctaecrucis
- Bothrops sazimai
- Bothrops sonene
- Bothrops taeniatus
- Bothrops venezuelensis
- Calloselasma rhodostoma
- Causus bilineatus
- Causus defilippii
- Causus lichtensteinii
- Causus maculatus
- Causus rasmusseni
- Causus resimus
- Causus rhombeatus
- Cerastes boehmei
- Cerastes cerastes
- Cerastes gasperettii
- Cerastes vipera
- Cerrophidion godmani
- Cerrophidion petlalcalensis
- Cerrophidion sasai
- Cerrophidion tzotzilorum
- Cerrophidion wilsoni
- Crotalus adamanteus
- Crotalus angelensis
- Crotalus aquilus
- Crotalus armstrongi
- Crotalus atrox
- Crotalus basiliscus
- Crotalus campbelli
- Crotalus catalinensis
- Crotalus cerastes
- Crotalus cerberus
- Crotalus concolor
- Crotalus culminatus
- Crotalus durissus
- Crotalus ehecatl
- Crotalus enyo
- Crotalus ericsmithi
- Crotalus estebanensis
- Crotalus helleri
- Crotalus horridus
- Crotalus intermedius
- Crotalus lannomi
- Crotalus lepidus
- Crotalus lorenzoensis
- Crotalus lutosus
- Crotalus mictlantecuhtli
- Crotalus mitchellii
- Crotalus molossus
- Crotalus morulus
- Crotalus oreganus
- Crotalus ornatus
- Crotalus polisi
- Crotalus polystictus
- Crotalus pricei
- Crotalus pusillus
- Crotalus pyrrhus
- Crotalus ravus
- Crotalus ruber
- Crotalus scutulatus
- Crotalus simus
- Crotalus stejnegeri
- Crotalus stephensi
- Crotalus tancitarensis
- Crotalus thalassoporus
- Crotalus tigris
- Crotalus tlaloci
- Crotalus totonacus
- Crotalus transversus
- Crotalus triseriatus
- Crotalus tzabcan
- Crotalus unicolor
- Crotalus vegrandis
- Crotalus viridis
- Crotalus willardi
- Daboia mauritanica
- Daboia palaestinae
- Daboia russelii
- Daboia siamensis
- Deinagkistrodon acutus
- Echis borkini
- Echis carinatus
- Echis coloratus
- Echis hughesi
- Echis jogeri
- Echis khosatzkii
- Echis leucogaster
- Echis megalocephalus
- Echis ocellatus
- Echis omanensis
- Echis pyramidum
- Echis romani
- Eristicophis macmahoni
- Garthius chaseni
- Gloydius angusticeps
- Gloydius blomhoffii
- Gloydius brevicauda
- Gloydius caraganus
- Gloydius caucasicus
- Gloydius cognatus
- Gloydius halys
- Gloydius himalayanus
- Gloydius huangi
- Gloydius intermedius
- Gloydius lijianlii
- Gloydius liupanensis
- Gloydius monticola
- Gloydius qinlingensis
- Gloydius rickmersi
- Gloydius rubromaculatus
- Gloydius shedaoensis
- Gloydius stejnegeri
- Gloydius strauchi
- Gloydius tsushimaensis
- Gloydius ussuriensis
- Hypnale hypnale
- Hypnale nepa
- Hypnale zara
- Lachesis acrochorda
- Lachesis melanocephala
- Lachesis muta
- Lachesis stenophrys
- Macrovipera lebetinus
- Macrovipera razii
- Macrovipera schweizeri
- Metlapilcoatlus indomitus
- Metlapilcoatlus mexicanus
- Metlapilcoatlus nummifer
- Metlapilcoatlus occiduus
- Metlapilcoatlus olmec
- Mixcoatlus barbouri
- Mixcoatlus browni
- Mixcoatlus melanurus
- Montatheris hindii
- Montivipera albizona
- Montivipera bornmuelleri
- Montivipera bulgardaghica
- Montivipera kuhrangica
- Montivipera latifii
- Montivipera raddei
- Montivipera wagneri
- Montivipera xanthina
- Ophryacus smaragdinus
- Ophryacus sphenophrys
- Ophryacus undulatus
- Ovophis convictus
- Ovophis makazayazaya
- Ovophis monticola
- Ovophis okinavensis
- Ovophis tonkinensis
- Ovophis zayuensis
- Porthidium arcosae
- Porthidium dunni
- Porthidium hespere
- Porthidium lansbergii
- Porthidium nasutum
- Porthidium ophryomegas
- Porthidium porrasi
- Porthidium volcanicum
- Porthidium yucatanicum
- Proatheris superciliaris
- Protobothrops cornutus
- Protobothrops dabieshanensis
- Protobothrops elegans
- Protobothrops flavoviridis
- Protobothrops himalayanus
- Protobothrops jerdonii
- Protobothrops kaulbacki
- Protobothrops kelomohy
- Protobothrops mangshanensis
- Protobothrops maolanensis
- Protobothrops mucrosquamatus
- Protobothrops sieversorum
- Protobothrops tokarensis
- Protobothrops trungkhanhensis
- Protobothrops xiangchengensis
- Pseudocerastes fieldi
- Pseudocerastes persicus
- Pseudocerastes urarachnoides
- Sistrurus catenatus
- Sistrurus miliarius
- Sistrurus tergeminus
- Trimeresurus albolabris
- Trimeresurus andalasensis
- Trimeresurus andersonii
- Trimeresurus arunachalensis
- Trimeresurus borneensis
- Trimeresurus brongersmai
- Trimeresurus cantori
- Trimeresurus cardamomensis
- Trimeresurus caudornatus
- Trimeresurus davidi
- Trimeresurus erythrurus
- Trimeresurus fasciatus
- Trimeresurus flavomaculatus
- Trimeresurus gracilis
- Trimeresurus gramineus
- Trimeresurus gumprechti
- Trimeresurus gunaleni
- Trimeresurus guoi
- Trimeresurus hageni
- Trimeresurus honsonensis
- Trimeresurus insularis
- Trimeresurus kanburiensis
- Trimeresurus labialis
- Trimeresurus macrolepis
- Trimeresurus macrops
- Trimeresurus malabaricus
- Trimeresurus malcolmi
- Trimeresurus mcgregori
- Trimeresurus medoensis
- Trimeresurus mutabilis
- Trimeresurus nebularis
- Trimeresurus phuketensis
- Trimeresurus popeiorum
- Trimeresurus puniceus
- Trimeresurus purpureomaculatus
- Trimeresurus rubeus
- Trimeresurus sabahi
- Trimeresurus salazar
- Trimeresurus schultzei
- Trimeresurus septentrionalis
- Trimeresurus sichuanensis
- Trimeresurus stejnegeri
- Trimeresurus strigatus
- Trimeresurus sumatranus
- Trimeresurus tibetanus
- Trimeresurus trigonocephalus
- Trimeresurus truongsonensis
- Trimeresurus venustus
- Trimeresurus vogeli
- Trimeresurus wiroti
- Trimeresurus yingjiangensis
- Trimeresurus yunnanensis
- Tropidolaemus huttoni
- Tropidolaemus laticinctus
- Tropidolaemus philippensis
- Tropidolaemus subannulatus
- Tropidolaemus wagleri
- Vipera altaica
- Vipera ammodytes
- Vipera anatolica
- Vipera aspis
- Vipera berus
- Vipera darevskii
- Vipera dinniki
- Vipera eriwanensis
- Vipera graeca
- Vipera kaznakovi
- Vipera latastei
- Vipera lotievi
- Vipera monticola
- Vipera nikolskii
- Vipera orlovi
- Vipera renardi
- Vipera sakoi
- Vipera seoanei
- Vipera transcaucasiana
- Vipera ursinii
- Vipera walser